# Univerzita v Basileji

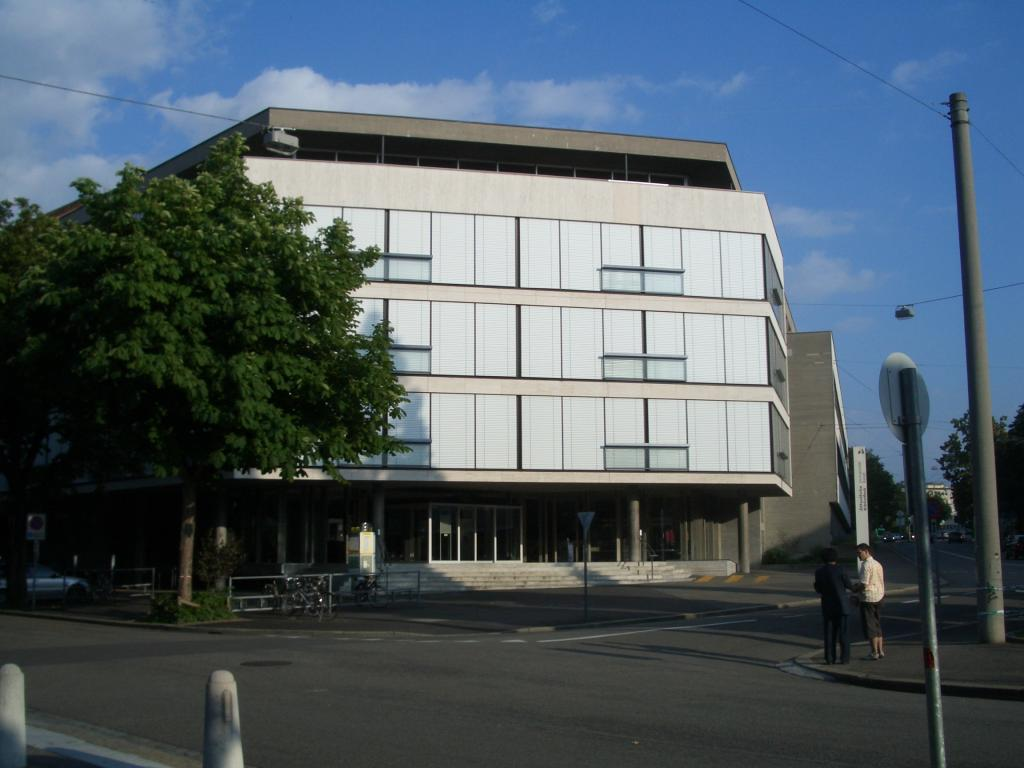
Univerzitní knihovna

Univerzita v Basileji (Universität Basel), založená v roce 1460, je nejstarší a dodnes jedna z nejvýznamnějších univerzit ve Švýcarsku. Ve světových žebříčcích hodnocení se umísťuje kolem 100. místa. Na sedmi fakultách a řadě institutů studuje přes 11 000 studentů. Svými vědeckými výsledky se univerzita proslavila například v astronomii, jazykovědě a tropické medicíně. Její knihovna je největší ve Švýcarsku.

## Historie
Univerzita byla založena v souvislosti s Basilejským koncilem, a to papežskou bulou z roku 1458, slavnostní otevření bylo 4. dubna 1460. Původně měla čtyři fakulty (artistickou, teologickou, právnickou a lékařskou), absolvování artistické fakulty bylo až do roku 1818 podmínkou pro vstup na tři ostatní. V souvislosti s univerzitou se Basilej stala střediskem vzdělanosti, humanismu a také knihtisku ve Švýcarsku. V novější době přibyly další tři fakulty, přírodovědecká, ekonomická a psychologická a řada univerzitních institutů.

## Osobnosti
V průběhu historie zde přednášeli například Erasmus Rotterdamský, Basilius Amerbach, Daniel Bernoulli, Jacob Burckhardt, Leonhard Euler, Friedrich Nietzsche, Fritz Haber, Adolf Portmann, Carl Gustav Jung, Karl Barth, Karl Jaspers, Walter Muschg nebo Hans Urs von Balthasar. Jako profesoři zde působili český historik František Graus a protestantský teolog Jan Milíč Lochman, který byl dvakrát zvolen rektorem.